# Fußball-Club Bayern München 1993-1994
Questa voce raccoglie le informazioni riguardanti il Fußball-Club Bayern München nelle competizioni ufficiali della stagione 1993-1994.

## Stagione
In questa stagione il Bayern è allenato da Erich Ribbeck, e torna a disputare le competizioni europee dopo un anno di assenza; tuttavia il cammino in Coppa UEFA termina nei sedicesimi, dopo aver incontrato il Norwich City. I bavaresi devono in seguito abbandonare anche la Coppa di Germania dopo la sconfitta con la Dinamo Dresda nel quarto turno, e ad inizio gennaio la dirigenza affida a Franz Beckenbauer la guida della squadra; il Bayern in quel momento occupa la terza posizione in campionato, ed è ad un solo punto dalla vetta. I bavaresi prendono poi il comando della classifica alla ventitreesima giornata e lo mantengono fino alla fine, e conquistano così il tredicesimo titolo. Decisiva è però l'ultima sfida: i Rossi sono avanti di un solo punto al Kaiserslautern, che è quindi anch'esso in corsa per il titolo. Entrambe le squadre vincono l'ultima partita, in particolare il Bayern sconfigge lo Schalke 04 per 2-0.

## Maglie e sponsor
| Casa | Trasferta |  |

## Rosa
| N. |                     | Ruolo | Calciatore          |
| -- | ------------------- | ----- | ------------------- |
| 3  | Germania (bandiera) | C     | Dieter Frey         |
| 4  | Germania (bandiera) | D     | Oliver Kreuzer      |
| 5  | Germania (bandiera) | D     | Thomas Helmer       |
| 6  | Germania (bandiera) | C     | Christian Nerlinger |
| 7  | Germania (bandiera) | C     | Mehmet Scholl       |
| 10 | Germania (bandiera) | D     | Lothar Matthäus     |
| 11 | Germania (bandiera) | A     | Marcel Witeczek     |
| 12 | Germania (bandiera) | P     | Sven Scheuer        |
| 16 | Germania (bandiera) | C     | Dietmar Hamann      |
| 21 | Germania (bandiera) | A     | Alexander Zickler   |
|    | Germania (bandiera) | P     | Raimond Aumann      |
|    | Germania (bandiera) | P     | Uwe Gospodarek      |
|    | Germania (bandiera) | P     | Bernhard Hirmer     |
|    | Germania (bandiera) | D     | Roland Grahammer    |
|    | Germania (bandiera) | D     | Marco Grimm         |

| N. |                     | Ruolo | Calciatore          |
| -- | ------------------- | ----- | ------------------- |
|    | Brasile (bandiera)  | D     | Jorginho            |
|    | Germania (bandiera) | D     | Markus Münch        |
|    | Germania (bandiera) | D     | Hans Pflügler       |
|    | Germania (bandiera) | D     | Alois Reinhardt     |
|    | Germania (bandiera) | D     | Olaf Thon           |
|    | Germania (bandiera) | C     | Wolfgang Gerstmeier |
|    | Russia (bandiera)   | C     | Aleksandr Karataev  |
|    | Germania (bandiera) | C     | Thomas Radlspeck    |
|    | Germania (bandiera) | C     | Markus Schupp       |
|    | Germania (bandiera) | C     | Michael Sternkopf   |
|    | Germania (bandiera) | C     | Christian Ziege     |
|    | Germania (bandiera) | A     | Bruno Labbadia      |
|    | Germania (bandiera) | A     | Oliver Stegmayer    |
|    | Colombia (bandiera) | A     | Adolfo Valencia     |

## Organigramma societario
Area direttiva
- Presidente:  Fritz Scherer

Area tecnica
- Allenatore: Franz Beckenbauer
- Allenatore in seconda: Klaus Augenthaler
- Preparatore dei portieri: Harald Schumacher
- Preparatori atletici:

## Calciomercato

### Sessione estiva
| Acquisti | Acquisti           | Acquisti        | Acquisti |
| R.       | Nome               | da              | Modalità |
| -------- | ------------------ | --------------- | -------- |
| C        | Aleksandr Karataev | Lokomotiv Mosca |          |
| A        | Oliver Stegmayer   | Gundelfingen    |          |
| A        | Adolfo Valencia    | Santa Fe        |          |
| A        | Marcel Witeczek    | Kaiserslautern  |          |
| A        | Alexander Zickler  | Dinamo Dresda   |          |

| Cessioni | Cessioni         | Cessioni         | Cessioni |
| R.       | Nome             | a                | Modalità |
| -------- | ---------------- | ---------------- | -------- |
| C        | Harald Cerny     | Admira/Wacker    |          |
| D        | Thomas Berthold  | Stoccarda        |          |
| C        | Dieter Frey      | Bayern Monaco II |          |
| C        | Andreas Mayer    | St. Pauli        |          |
| A        | Roland Wohlfarth | Saint-Étienne    |          |

### Sessione invernale
| Acquisti | Acquisti | Acquisti | Acquisti |
| R.       | Nome     | da       | Modalità |
| -------- | -------- | -------- | -------- |

| Cessioni | Cessioni         | Cessioni      | Cessioni |
| R.       | Nome             | a             | Modalità |
| -------- | ---------------- | ------------- | -------- |
| A        | Mazinho Oliveira | Internacional |          |
| C        | Jan Wouters      | PSV           |          |

## Risultati

### Bundesliga

#### Girone di andata
| Arbitro: | Assenmacher |

|                             |           |            |
| Schupp 8’ Valencia 14’, 24’ | Marcatori | 37’ Freund |

| Arbitro: | Strampe |

|                       |           |                 |
| Kirsten 2’ Sérgio 71’ | Marcatori | 26’ (rig.) Thon |

| Arbitro: | Berg |

|                                                    |           |  |
| Schupp 32’ Nerlinger 45’ Scholl 47’, 57’ Ziege 50’ | Marcatori |  |

| Arbitro: | Fux |

|                          |           |                           |
| Frontzeck 13’ Walter 47’ | Marcatori | 11’ Valencia 15’ Witeczek |

| Arbitro: | Aust |

|                                       |           |  |
| Nerlinger 13’ Matthäus 55’ Schupp 88’ | Marcatori |  |

| Arbitro: | Assenmacher |

|                       |           |                        |
| Közle 3’ Reinmayr 57’ | Marcatori | 20’ Wouters 90’ Scholl |

| Arbitro: | Merk |

|            |           |  |
| Hobsch 52’ | Marcatori |  |

| Arbitro: | Kasper |

|                                       |           |                       |
| Witeczek 16’ Nerlinger 56’ Scholl 78’ | Marcatori | 20’, 55’, 90’ Leśniak |

| Arbitro: | Ziller |

|          |           |            |
| Karl 65’ | Marcatori | 27’ Scholl |

| Arbitro: | Weber |

|                                               |           |  |
| Helmer 40’ Schupp 63’ Valencia 74’ Scholl 80’ | Marcatori |  |

| Arbitro: | Osmers |

|  |           |                                                |
|  | Marcatori | 14’ Scholl 62’ Jorginho 75’ Helmer 77’ Zickler |

| Arbitro: | Gläser |

|                                                       |           |              |
| Matthäus 3’ (rig.) Schneider 40’ (aut.) Nerlinger 45’ | Marcatori | 51’ Pflipsen |

| Arbitro: | Habermann |

|                       |           |                            |
| Furtok 31’ Okocha 63’ | Marcatori | 35’ Nerlinger 44’ Matthäus |

| Arbitro: | Heynemann |

|                                                 |           |  |
| Ziege 16’ Valencia 29’, 59’ Matthäus 68’ (rig.) | Marcatori |  |

| Arbitro: | Aust |

|                      |           |  |
| Golke 23’ Criens 51’ | Marcatori |  |

| Arbitro: | Führer |

|               |           |  |
| Sternkopf 50’ | Marcatori |  |

| Arbitro: | Strampe |

|            |           |               |
| Mulder 87’ | Marcatori | 73’ Nerlinger |

#### Girone di ritorno
| Arbitro: | Fischer |

|                      |           |              |
| Wassmer 5’, 64’, 83’ | Marcatori | 86’ Labbadia |

| Arbitro: | Ziller |

|              |           |               |
| Labbadia 58’ | Marcatori | 53’ Rydlewicz |

| Arbitro: | Assenmacher |

|               |           |              |
| Marschall 21’ | Marcatori | 85’ Labbadia |

| Arbitro: | Wiesel |

|                     |           |                                 |
| Matthäus 22’ (rig.) | Marcatori | 4’ Buchwald 50’ Walter 84’ Buck |

| Arbitro: | Krug |

|            |           |                                  |
| Anders 53’ | Marcatori | 2’ Scholl 3’ Nerlinger 31’ Ziege |

| Arbitro: | Harder |

|                                             |           |  |
| Nerlinger 4’ Labbadia 35’, 37’ Valencia 44’ | Marcatori |  |

| Arbitro: | Dardenne |

|                            |           |  |
| Nerlinger 47’ Valencia 66’ | Marcatori |  |

| Arbitro: | Fröhlich |

|          |           |                                    |
| Bach 88’ | Marcatori | 51’ Valencia 65’ Matthäus 69’ Frey |

| Monaco di Baviera 20 marzo 1994, ore 18:00 CET 26ª giornata | Bayern Monaco | 0 – 0 referto | Borussia Dortmund | Stadio Olimpico (42 000 spett.)\| Arbitro: \| Strampe \| |
| Arbitro:                                                    | Strampe       |               |                   |                                                          |

| Arbitro: | Steinborn |

|             |           |                            |
| Albertz 54’ | Marcatori | 75’ Valencia 77’ Sternkopf |

| Arbitro: | Schmidt |

|              |           |  |
| Valencia 66’ | Marcatori |  |

| Arbitro: | Heynemann |

|                   |           |  |
| Herrlich 88’, 90’ | Marcatori |  |

| Arbitro: | Aust |

|                                |           |            |
| Scholl 39’ Matthäus 54’ (rig.) | Marcatori | 45’ Yeboah |

| Arbitro: | Harder |

|                                     |           |  |
| Wagner 58’ Kuka 65’, 89’ Sforza 85’ | Marcatori |  |

| Arbitro: | Heynemann |

|                                              |           |  |
| Scholl 47’, 58’ Labbadia 79’, 88’ Hamann 83’ | Marcatori |  |

| Arbitro: | Krug |

|           |           |             |
| Rolff 34’ | Marcatori | 8’ Witeczek |

| Arbitro: | Fröhlich |

|                           |           |  |
| Matthäus 49’ Jorginho 60’ | Marcatori |  |

### Coppa di Germania
| Arbitro: | Haupt |

|              |           |                                                  |
| Simonsen 59’ | Marcatori | 33’, 63’, 64’ Labbadia 62’ Valencia 81’ Matthäus |

| Arbitro: | Kiefer |

|  |           |                          |
|  | Marcatori | 6’ Wouters 61’ Nerlinger |

| Arbitro: | Habermann |

|                          |           |                              |
| Eckstein 27’ Mulder 113’ | Marcatori | 87’, 114’ Kreuzer 119’ Ziege |

| Arbitro: | Berg |

|                          |           |            |
| Penksa 21’ Marschall 89’ | Marcatori | 78’ Scholl |

### Coppa UEFA
| Arbitro: | Coroado |

|                                     |           |                                         |
| Boerebach 65’ Polley 72’ Vurens 77’ | Marcatori | 11’ Nerlinger 28’, 90’ Ziege 67’ Scholl |

| Arbitro: | Trentalange |

|                                                    |           |  |
| Matthäus 19’ (rig.) Karnebeek 45’ (aut.) Ziege 62’ | Marcatori |  |

| Arbitro: | Sundell |

|               |           |                    |
| Nerlinger 41’ | Marcatori | 13’ Goss 30’ Bowen |

| Arbitro: | van Den Wijngaert |

|          |           |             |
| Goss 51’ | Marcatori | 5’ Valencia |

## Statistiche

### Statistiche di squadra
| Competizione      | Punti | In casa | In casa | In casa | In casa | In casa | In casa | In trasferta | In trasferta | In trasferta | In trasferta | In trasferta | In trasferta | Totale | Totale | Totale | Totale | Totale | Totale | DR  |
| Competizione      | Punti | G       | V       | N       | P       | Gf      | Gs      | G            | V            | N            | P            | Gf           | Gs           | G      | V      | N      | P      | Gf     | Gs     | DR  |
| ----------------- | ----- | ------- | ------- | ------- | ------- | ------- | ------- | ------------ | ------------ | ------------ | ------------ | ------------ | ------------ | ------ | ------ | ------ | ------ | ------ | ------ | --- |
| Bundesliga        | 44    | 17      | 13      | 3       | 1       | 44      | 10      | 17           | 4            | 7            | 6            | 2 4          | 27           | 34     | 17     | 10     | 7      | 68     | 37     | +31 |
| Coppa di Germania | -     | 0       | 0       | 0       | 0       | 0       | 0       | 4            | 3            | 0            | 1            | 11           | 5            | 4      | 3      | 0      | 1      | 11     | 5      | +6  |
| Coppa UEFA        | -     | 2       | 1       | 0       | 1       | 4       | 2       | 2            | 1            | 1            | 0            | 5            | 4            | 4      | 2      | 1      | 1      | 9      | 6      | +3  |
| Totale            | 44    | 19      | 14      | 3       | 2       | 48      | 12      | 23           | 8            | 8            | 7            | 40           | 36           | 42     | 22     | 11     | 9      | 88     | 48     | +40 |

### Andamento in campionato
| Giornata  | 1 | 2 | 3 | 4 | 5 | 6 | 7 | 8 | 9 | 10 | 11 | 12 | 13 | 14 | 15 | 16 | 17 | 18 | 19 | 20 | 21 | 22 | 23 | 24 | 25 | 26 | 27 | 28 | 29 | 30 | 31 | 32 | 33 | 34 |
| --------- | - | - | - | - | - | - | - | - | - | -- | -- | -- | -- | -- | -- | -- | -- | -- | -- | -- | -- | -- | -- | -- | -- | -- | -- | -- | -- | -- | -- | -- | -- | -- |
| Luogo     | C | T | C | T | C | T | T | C | T | C  | T  | C  | T  | C  | T  | C  | T  | T  | C  | T  | C  | T  | C  | C  | T  | C  | T  | C  | T  | C  | T  | C  | T  | C  |
| Risultato | V | P | V | N | V | N | P | N | N | V  | V  | V  | N  | V  | P  | V  | N  | P  | N  | N  | P  | V  | V  | V  | V  | N  | V  | V  | P  | V  | P  | V  | N  | V  |
| Posizione | 5 | 8 | 4 | 5 | 3 | 5 | 6 | 7 | 7 | 6  | 4  | 3  | 3  | 2  | 2  | 2  | 2  | 4  | 3  | 3  | 5  | 2  | 1  | 1  | 1  | 1  | 1  | 1  | 1  | 1  | 1  | 1  | 1  | 1  |

Legenda:

Luogo: C = Casa; T = Trasferta. Risultato: V = Vittoria; N = Pareggio; P = Sconfitta.

### Statistiche dei giocatori
| Giocatore     | Bundesliga | Bundesliga | Bundesliga  | Bundesliga | Coppa di Germania | Coppa di Germania | Coppa di Germania | Coppa di Germania | Coppa UEFA | Coppa UEFA | Coppa UEFA  | Coppa UEFA | Totale   | Totale | Totale      | Totale     |
| Giocatore     | Presenze   | Reti       | Ammonizioni | Espulsioni | Presenze          | Reti              | Ammonizioni       | Espulsioni        | Presenze   | Reti       | Ammonizioni | Espulsioni | Presenze | Reti   | Ammonizioni | Espulsioni |
| ------------- | ---------- | ---------- | ----------- | ---------- | ----------------- | ----------------- | ----------------- | ----------------- | ---------- | ---------- | ----------- | ---------- | -------- | ------ | ----------- | ---------- |
| R. Aumann     | 32         | 0          | 0           | 0          | 4                 | 0                 | 0                 | 0                 | 4          | 0          | 0           | 0          | 40       | 0      | 0           | 0          |
| H. Cerny      | 3          | 0          | 0           | 0          | 0                 | 0                 | 0                 | 0                 | 1          | 0          | 0           | 0          | 4        | 0      | 0           | 0          |
| D. Frey       | 12         | 1          | 5           | 0          | 0                 | 0                 | 0                 | 0                 | 0          | 0          | 0           | 0          | 12       | 1      | 5           | 0          |
| W. Gerstmeier | 0          | 0          | 0           | 0          | 0                 | 0                 | 0                 | 0                 | 0          | 0          | 0           | 0          | 0        | 0      | 0           | 0          |
| U. Gospodarek | 2          | 0          | 0           | 0          | 0                 | 0                 | 0                 | 0                 | 0          | 0          | 0           | 0          | 2        | 0      | 0           | 0          |
| R. Grahammer  | 0          | 0          | 0           | 0          | 0                 | 0                 | 0                 | 0                 | 0          | 0          | 0           | 0          | 0        | 0      | 0           | 0          |
| M. Grimm      | 0          | 0          | 0           | 0          | 0                 | 0                 | 0                 | 0                 | 0          | 0          | 0           | 0          | 0        | 0      | 0           | 0          |
| D. Hamann     | 5          | 1          | 0           | 0          | 0                 | 0                 | 0                 | 0                 | 0          | 0          | 0           | 0          | 5        | 1      | 0           | 0          |
| T. Helmer     | 28         | 2          | 3           | 1          | 2                 | 0                 | 0                 | 0                 | 3          | 0          | 0           | 0          | 33       | 2      | 3           | 1          |
| B. Hirmer     | 0          | 0          | 0           | 0          | 0                 | 0                 | 0                 | 0                 | 0          | 0          | 0           | 0          | 0        | 0      | 0           | 0          |
| J. Jorginho   | 24         | 2          | 6           | 1          | 2                 | 0                 | 0                 | 0                 | 3          | 0          | 1           | 0          | 29       | 2      | 7           | 1          |
| A. Karataev   | 0          | 0          | 0           | 0          | 0                 | 0                 | 0                 | 0                 | 0          | 0          | 0           | 0          | 0        | 0      | 0           | 0          |
| O. Kreuzer    | 31         | 0          | 11          | 0          | 4                 | 2                 | 1                 | 0                 | 4          | 0          | 0           | 0          | 39       | 2      | 12          | 0          |
| B. Labbadia   | 20         | 7          | 1           | 0          | 2                 | 3                 | 1                 | 0                 | 1          | 0          | 0           | 0          | 23       | 10     | 2           | 0          |
| L. Matthäus   | 33         | 8          | 8           | 0          | 3                 | 1                 | 0                 | 0                 | 4          | 1          | 1           | 0          | 40       | 10     | 9           | 0          |
| M. Münch      | 10         | 0          | 1           | 0          | 1                 | 0                 | 0                 | 0                 | 1          | 0          | 0           | 0          | 12       | 0      | 1           | 0          |
| C. Nerlinger  | 32         | 9          | 5           | 0          | 4                 | 1                 | 0                 | 0                 | 4          | 2          | 0           | 0          | 40       | 12     | 5           | 0          |
| M. Oliveira   | 1          | 0          | 0           | 0          | 0                 | 0                 | 0                 | 0                 | 0          | 0          | 0           | 0          | 1        | 0      | 0           | 0          |
| H. Pflügler   | 0          | 0          | 0           | 0          | 0                 | 0                 | 0                 | 0                 | 0          | 0          | 0           | 0          | 0        | 0      | 0           | 0          |
| T. Radlspeck  | 0          | 0          | 0           | 0          | 0                 | 0                 | 0                 | 0                 | 0          | 0          | 0           | 0          | 0        | 0      | 0           | 0          |
| A. Reinhardt  | 0          | 0          | 0           | 0          | 1                 | 0                 | 0                 | 0                 | 0          | 0          | 0           | 0          | 1        | 0      | 0           | 0          |
| S. Scheuer    | 0          | 0          | 0           | 0          | 0                 | 0                 | 0                 | 0                 | 0          | 0          | 0           | 0          | 0        | 0      | 0           | 0          |
| M. Scholl     | 27         | 11         | 3           | 0          | 2                 | 1                 | 1                 | 0                 | 4          | 1          | 1           | 0          | 33       | 13     | 5           | 0          |
| M. Schupp     | 32         | 4          | 7           | 0          | 4                 | 0                 | 1                 | 0                 | 3          | 0          | 2           | 0          | 39       | 4      | 10          | 0          |
| O. Stegmayer  | 0          | 0          | 0           | 0          | 1                 | 0                 | 0                 | 0                 | 0          | 0          | 0           | 0          | 1        | 0      | 0           | 0          |
| M. Sternkopf  | 21         | 2          | 0           | 1          | 4                 | 0                 | 1                 | 0                 | 4          | 0          | 0           | 0          | 29       | 2      | 1           | 1          |
| O. Thon       | 15         | 1          | 4           | 0          | 2                 | 0                 | 0                 | 0                 | 0          | 0          | 0           | 0          | 17       | 1      | 4           | 0          |
| A. Valencia   | 25         | 11         | 3           | 0          | 3                 | 1                 | 0                 | 0                 | 3          | 1          | 0           | 0          | 31       | 13     | 3           | 0          |
| M. Witeczek   | 27         | 3          | 1           | 0          | 3                 | 0                 | 0                 | 0                 | 4          | 0          | 0           | 0          | 34       | 3      | 1           | 0          |
| J. Wouters    | 16         | 1          | 3           | 1          | 4                 | 1                 | 1                 | 0                 | 4          | 0          | 0           | 0          | 24       | 2      | 4           | 1          |
| A. Zickler    | 8          | 1          | 0           | 0          | 2                 | 0                 | 0                 | 0                 | 1          | 0          | 0           | 0          | 11       | 1      | 0           | 0          |
| C. Ziege      | 29         | 3          | 4           | 0          | 4                 | 1                 | 0                 | 0                 | 4          | 3          | 0           | 0          | 37       | 7      | 4           | 0          |